# Radio Indochine
Albums de Indochine
Un jour dans notre vie
(1993) Unita
(1996)
Radio Indochine est le deuxième album live d'Indochine, sorti en 1994. Il a été enregistré en Belgique aux Francofolies de Spa le 30 juillet de cette même année.
Il s'agit du dernier disque où apparaît Dominique Nicolas, guitariste et principal compositeur d'Indochine avant l'annonce officielle de son départ en 1995. Le nom de l'album est une allusion au boycott imposé au groupe par les radios françaises à cette époque.

## Liste des titres
Toutes les paroles sont écrites par Nicola Sirkis, toute la musique est composée par Dominique Nicolas.
| Disque | Disque                          | Disque | Disque | Disque | Disque | Disque | Disque | Disque | Disque |
| No     | Titre                           | Durée  |        |        |        |        |        |        |        |
| ------ | ------------------------------- | ------ | ------ | ------ | ------ | ------ | ------ | ------ | ------ |
| 1.     | Savoure le rouge                | 5:26   |        |        |        |        |        |        |        |
| 2.     | Trois nuits par semaine         | 6:05   |        |        |        |        |        |        |        |
| 3.     | Canary Bay                      | 5:56   |        |        |        |        |        |        |        |
| 4.     | Un jour dans notre vie          | 6:22   |        |        |        |        |        |        |        |
| 5.     | Tes yeux noirs                  | 4:53   |        |        |        |        |        |        |        |
| 6.     | 3e sexe                         | 3:46   |        |        |        |        |        |        |        |
| 7.     | More...                         | 5:51   |        |        |        |        |        |        |        |
| 8.     | La Machine à rattraper le temps | 3:47   |        |        |        |        |        |        |        |
| 9.     | Des fleurs pour Salinger        | 7:37   |        |        |        |        |        |        |        |
| 10.    | Kao Bang                        | 3:59   |        |        |        |        |        |        |        |
| 11.    | Bienvenus chez les nus          | 4:13   |        |        |        |        |        |        |        |
| 12.    | Les Tzars                       | 5:12   |        |        |        |        |        |        |        |
| 13.    | Crystal Song Telegram           | 2:38   |        |        |        |        |        |        |        |
| 14.    | L'Aventurier                    | 6:53   |        |        |        |        |        |        |        |
| 72:41  |                                 |        |        |        |        |        |        |        |        |

### Singles
- 3e sexe / Sur Les Toits Du Monde (version live, sorti en novembre 1994)
- Des fleurs pour Salinger (version live, sorti en 1995)